# Alatuncusia bergii
Alatuncusia bergii là một loài bướm đêm trong họ Crambidae.